# Паисиев Покровский монастырь
Паи́сиев Покро́вский монасты́рь — затопленный в советское время мужской монастырь, стоявший на берегу Волги напротив Углича (немного вверх по течению от центра города, село Покровские Горки). 
Представлял собой эффектный ансамбль из трёх памятников допетровского зодчества: Покровский собор (1524), Никольская надвратная церковь (1526, позднее перестраивалась) и Богоявленская трапезная церковь (конец XVII века).

## История
Первые упоминания об обители датированы XV веком. По наиболее общепринятой версии, его основал в княжение Андрея Васильевича (около 1476 года) монах Паисий, присланный по его просьбе из близлежащего Калязина своим дядей Макарием. (Основанный Макарием Троицкий монастырь был также позднее затоплен). По другой версии, монастырь существовал ещё в 1430-х гг, а с приходом прп. Паисия начался его расцвет.
Покровский монастырь, наряду с княжеским теремом и Спасским собором в кремле, стал одним из первых каменных зданий Углича. В 1479—1482 года был возведён из кирпича соборный Покровский храм, алтарь которого был обращён на юг, а не на восток, как в большинстве церквей. Краеведы считали, что этот собор был крупнейшим на Руси того времени монастырским храмом и просуществовал до XX века. По новейшим данным, сохранившийся до XX века храм был заново выстроен в 1524 году (в одно время с собором Борисоглебского монастыря на Устье).

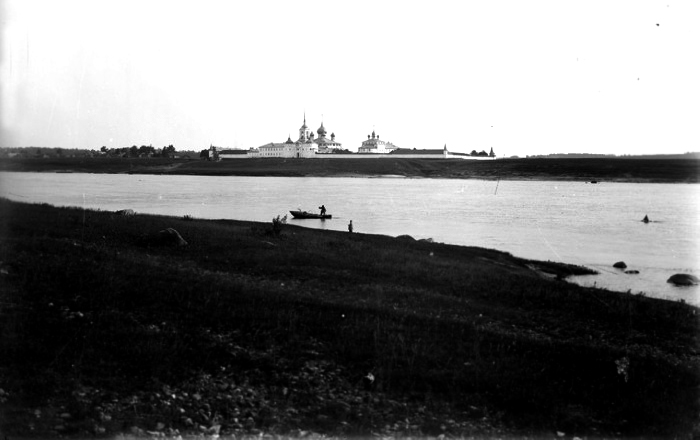
Вид на монастырь с противоположного берега Волги в 1903 году

Монастырь пострадал в Смутное время; согласно документам, во время Смуты от рук поляков и «тушинцев» в обители погибло 60 монахов.
После смуты был отстроен; к тому времени Покровский храм стал уже пятикупольным. При митрополите Ионе Сысоевиче надвратная церковь по образцу Ростовского кремля была фланкирована двумя симметричными башнями. Архитектурный облик обители имел много общего с Авраамиевым монастырем в Ростове; вероятно, над их благоустройством трудились одни зодчие.
Согласно введенному секуляризационной реформой 1764 года ранжированию, монастырь принадлежал к разряду третьеклассных, и к началу XX века получал ежегодно 711 рублей 42 копейки казенного финансирования. При монастыре также функционировала двухклассная приходская Покрово-Паисиевская школа.
В позднейшее время к паперти соборного храма был пристроен ещё один, с двумя престолами — во имя священномученика Антипы и преподобного чудотворца Паисия Угличского. В 1830-е годы Богоявленская церковь была возобновлена на средства купца М. А. Братцова.
На территории Покровского монастыря кроме преподобного Паисия были захоронены Фёдор, Данила и Алексей Адашевы, местные церковные деятели и монахи. В 1692 году указом Патриарха Московского и всея Руси Адриана в монастыре учреждена архимандрития. В 1828—1831 годы над надвратной церковью надстроена колокольня высотой 30 м.
В 1920-е годы монастырь был упразднён, а к концу 1930-х гг при строительстве Угличской ГЭС монастырь был разрушен, а его территория затоплена. По преданию, незадолго до затопления монастыря мощи Паисия Угличского были тайно вынесены и сокрыты в земле высоко на волжском берегу. Их судьба неизвестна.
В 1997 году на берегу, в ближайшем месте от монастыря был установлен памятный крест.